# Josep Galán Castany
Josep Galán Castany (Fraga, 1948 - 2005) fue un filólogo español licenciado en filosofía y letras, en la especialidad de historia. Maestro de educación primaria, era profesor en Santa Margarita de Montbuy, donde había sido director del colegio y regidor del ayuntamiento. Desde 1978 militaba en el sindicato Comisiones Obreras.
Impulsor del asociacionismo cultural en defensa del catalán en la Franja de Aragón, participó en la fundación del Institut d'Estudis de Fraga y de 1981 a 2004 fue presidente del Institut d'Estudis del Baix Cinca. En 2004 participó en la Iniciativa Cultural de la Franja que presidía Artur Quintana i Font y que editaba la revista Temps de Franja, Batecs y Cinga. También colaboró en la antología Bllat Colrat (1997), tres volúmenes que recopilan la literatura popular del Bajo Cinca, La Litera y la Ribagorza.
En 2003 recibió el Premi d'Actuació Cívica de la Fundación Lluís Carulla.

## Obra
- Estudis lèxics de la parla de Fraga, «Estudios léxicos del habla de Fraga» en tres volúmenes, I-II (1985) y III (1987)
- Refranyer fragatí (1987; «Refranero fragatino»)
- Les cançons de la nostra gent (1993; «Las canciones de nuestra gente»)
- Les motades de Fraga (1994; «Los motes de Fraga»)
- L'estudi descriptiu de la llengua de Fraga (1995; «El estudio descriptivo de la lengua de Fraga»), con Hèctor Moret
- El lèxic esmorteït de la parla de Fraga (1997; «Léxico amortecido/desmayado del habla de Fraga»)
- Modismes i frases fetes de la parla de Fraga (2003; «Modismos y frases hechas del habla de Fraga»)